# ارنست اودت
ارنست اودت (به آلمانی: Ernst Udet‎) (۲۶ آوریل ۱۸۹۶–۱۷ نوامبر ۱۹۴۱) نظامی بلندپایه و خلبان تک‌خال آلمانی دوره امپراتوری آلمان و رایش سوم بود.

## سال‌های اولیه
ارنست اودت روز ۲۶ آوریل سال ۱۸۹۶ در فرانکفورت زاده شد. دوران تحصیل خود را در مونشن گذراند. با آغاز جنگ جهانی اول در سال ۱۹۱۴ به عنوان داوطلب شروع به خدمت در نیروی زمینی امپراتوری آلمان کرد. در لشکر بیست و ششم پیاده‌نظام در جبهه غربی، پیام‌رسان موتوری بود. چند ماه بعد از نیروی زمینی مرخص و داوطلب آموزش خلبانی شد اما به جهت سن کم رد شد. اودت از این خواسته دست نکشید و به مونشن بازگشت و با هزینه پدرش، دوره خصوصی خلبانی را گذراند. روز ۱۵ ژوئن سال ۱۹۱۵ مجدداً وارد خدمت نظامی شد و به عنوان سرباز وظیفه در یگان ۹ پروازی ذخیره قرار گرفت. مدت کوتاهی بعد دوباره به جبهه غربی رفت و به یگان دیده‌بان هوایی ۲۰۶ توپخانه در ناحیه ووژ پیوست. سال ۱۹۱۵ به درجه سرجوخه ترفیع گرفت و به جهت نشان دادن شجاعت در رزمگاه نشان درجه ۲ صلیب آهنین دریافت کرد. همان سال دوباره ترفیع گرفت و گروهبان شد. اواخر سال به یگان ۶۸ پروازی میدانی در فلاندر منتقل گردید و خلبان جنگنده شد. در نخستین پرواز رزمی «از ترس خشکش زد» و نزدیک سرنگون شود. به هر حال بر ترس خود فائق آمد و روز ۱۸ مارس سال ۱۹۱۶ نخستین پیروزی هوایی خود را با ساقط کردن یک هواگرد فارمن فرانسوی کسب نمود. البته کسب پیروزی بعدی تا ماه اکتبر به طول انجامید. ماه ژانویه سال ۱۹۱۷ به درجه ستوان دوم ذخیره ترفیع گرفت. روز ۲۴ آوریل سال ۱۹۱۷ شمار پیروزی‌های هوایی اودت به پنج مورد رسید تا به یک خلبان تک‌خال بدل شود.
اودت روز ۵ اوت سال ۱۹۱۷ به فرماندهی اسکادران شکاری منصوب شد. پس از آن که بیستمین پیروزی هوایی خود را روز ۱۸ فوریه سال ۱۹۱۸ به دست آورد، تک‌خال نام‌دار سروان مانفرد فون ریشتهوفن فرماندهی اسکادران ۱۱ از جناح ۱ شکاری را به او پیشنهاد کرد. با پذیرش پیشنهاد «بارون سرخ»، اودت تا پایان جنگ فرمانده اسکادران ۱۱ او بود. این دو رابطه دوستی نزدیک با یکدیگر داشتند. به هر صورت ریشتوفن روز ۲۱ آوریل در آوردگاه کشته شد. در پی مرگ فرمانده بعدی، در نهایت سروان هرمان گورینگ به فرماندهی جناح ۱ شکاری منصوب گشت. اودت با گورینگ نیز رابطه دوستی خوبی برقرار کرد. اودت هنگام امضای پیمان آتش‌بش ۱۱ نوامبر ۱۹۱۸، به عنوان بهترین خلبان تک‌خال زنده آلمانی، مجموعاً ۶۲ پیروزی هوایی در کارنامه داشت و دارنده نشان عالی پور لو مریت بود.

## دوره بین‌دوجنگ
پس از جنگ و انحلال نیروی هوایی آلمان بر مبنای محدودیت‌های پیمان ورسای، اودت وادار به خروج از نیروهای مسلح شد. ابتدا به عنوان مکانیک خودرو در موشن کار می‌کرد و همزمان پروازهای نمایشی داشت؛ تا این که در یک حادثه هواپیمای او از بین رفت و جایگزینی برای آن موجود نبود. اودت شروع به کار برای شرکت هواپیماسازی رومپلر کرد و پروازهایی بین وین و مونشن انجام می‌داد. این بار کمیسیون نظارت متفقین هواپیمای او را به بهانه نقض پیمان ورسای، توقیف نمود. زان پس اودت وارد خط تولید هواپیماهای نمایشی شد.

## لوفت‌وافه
اودت، ناراضی از وضعیت حاکم بر جمهوری وایمار، سال ۱۹۲۵ آلمان را ترک کرد و به آرژانتین رفت. آن‌جا و در کشورهای دیگر از جمله در آفریقا و ایالات متحده، مدت طولانی خلبان هواپیمای مسافربری و نمایش هوایی بود. پس از به قدرت رسیدن آدولف هیتلر، در نهایت به آلمان بازگشت. به اصرار گورینگ به لوفت‌وافه، نیروی هوایی جدید آلمان پیوست و روز ۱ ژوئن سال ۱۹۳۵ درجه سرهنگ دریافت کرد. اودت روز ۱۰ فوریه سال ۱۹۳۶ به عنوان بازرس ناوگان جنگنده و بمب‌افکن شیرجه‌ای برگزیده شد. روز ۹ ژوئن همان سال رئیس دفتر فنی لوفت‌وافه شد. این بخش سال ۱۹۳۸ گسترش یافت و به دفتر تأمین و تدارکات تغییر نام داد. اودت روز ۱ فوریه سال ۱۹۳۹، با حفظ سمت پیشین، رئیس بخش تأمین تسلیحات در وزارت هوانوردی شد. مجموعاً ۲۶ رئیس بخش مستقیماً پاسخگو به او بودند. تمام این‌ها درحالی بود که اودت از پیش هیچگاه دوره آموزش‌های پیشرفته و همچنین آموزش ستاد کل را نگذرانده بود و هیچ تجربه‌ای از مدیریت صنعتی نداشت. مسئولیت‌های قرار گرفته بر دوش او به اندازه‌ای زیاد بود که نمی‌توانست به شکل مناسبی به همه آن‌ها رسیدگی کند. بعضی از زیر دستانش گاهی برای چند هفته نمی‌توانستند او را ببینند. بدین شکل اغلب تصمیم‌گیری‌های حساس توسط دیگران مخصوصاً رئیس ستاد او، سرتیپ آوگوست پلوخ یا مهندس ارشد، سرلشکر رولُف لوخت، انجام می‌گرفت. به هر حال در این مدت به شکل پرسرعتی، روز ۲۰ آوریل سال ۱۹۳۷ به درجه سرتیپ و روز ۱ نوامبر سال ۱۹۳۸ به درجه سرلشکر ترفیع گرفت.
یکی از تاثیرگذارترین تصمیم‌گیری‌های دفتر اودت اولویت دادن به بمب‌افکن‌های تاکتیکی شیرجه‌ای به‌جای بمب‌افکن‌های راهبردی برد بلند بود. این تصمیم متأثر از مشاهده عملکرد بمب‌افکن شیرجه‌ای یونکرس یو ۸۷ در آوردگاه جنگ داخلی اسپانیا بود و در نتیجه آن طراحی بمب‌افکن یونکرس یو ۸۸ برای افزوده شدن قابلیت شیرجه، تغییر کرد. با وجود این که در نظر بود یو ۸۸ جایگزین بمب‌افکن قدیمی‌تر هاینکل هائی ۱۱۱ شود اما هیچگاه نتوانست ویژگی‌های لازم بدین منظور را بیابد. در این حال هواگرد هاینکل هائی ۱۷۷ نیز به عنوان یک بمب‌افکن راهبردی پدید آمد. البته این بار هم به اصرار اودت شرکت هاینکل موظف شد قابلیت شیرجه را در این هواگرد هم قرار دهد. بدون این که طراحی این هواگرد به شکل مناسبی درآید، به دستور اودت خط تولید در صنایع ساخت بمب‌افکن‌های آلمان از هواگرد هائی ۱۱۱ به هواگرد هائی ۱۷۷ تغییر کرد. ماه‌ها به طول انجامید این فرایند پر هزینه انجام گیرد و در نهایت هم نتیجه مطلوب را نداشت. ضعف ناوگان بمب‌افکن‌های لوفت‌وافه در زمینه مورد نیاز در نبرد بریتانیا سبب ناکامی آلمان در این کارزار شد. از این هنگام اقبال اودت رو به افول رفت. با از دست رفتن برتری فناورانه لوفت‌وافه در مقابل دشمن و عقب افتادن برنامه تولیدات آن، ماه فوریه سال ۱۹۴۰ گورینگ که خود تحت فشار فرماندهی عالی بود، برای نخستین بار انتقادات تندی به اودت ابراز کرد. این شرایط وضعیت بدی از منظر روحی و جسمی برای او پدیدآورد. اودت در معرض یک فروپاشی روانی بود. زمزمه‌هایی از قصد برای جایگزینی او مطرح شد. با این وجود رایشس‌مارشال گورینگ همچنان حامی اودت بود. اودت روز ۱ آوریل سال ۱۹۴۰ به درجه سپهبد (ژنرال نیروهای پرنده) و روز ۱۹ ژوئیه ۱۹۴۰ به درجه ارتشبد ترفیع گرفت. به هر صورت به تصمیم گورینگ بخش‌هایی از مسئولیت‌های اودت از جمله در سازمان‌دهی صنایع تولید تسلیحات به ارهارت میلش، دبیر دولت در امور هوانوردی سپرده شد. جنگ قدرت به‌پا شده با میلش، بر وخامت روحی اودت افزود. بدین شکل ارتشبد ارنست اودت روز ۱۷ نوامبر سال ۱۹۴۱ پس از یک تماس تلفنی با معشوقه خود و ابراز این که دیگر تحمل وضعیت را ندارد، به ضرب گلوله خودکشی کرد. به جهت مسائل سیاسی، مرگ او از جانب حاکمیت در اثر سقوط هواپیما هنگام یک پرواز آزمایشی اعلام شد. گورینگ در مراسم خاکسپاری او اشک ریخت.